# نيث (قمر افتراضي)

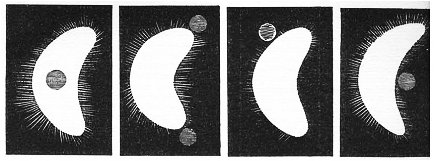
لوحة فرانشيسكو فونتانا للقمر الافتراضي لكوكب الزهرة. طبع كليشيه على الخشب من عمل فونتانا عام (1646).

نيث قمر طبيعي افتراضي لكوكب الزهرة تم الإبلاغ ان أول عملية رصد لة كانت عن من قبل جيوفاني كاسيني عام 1672 ورصدة العديد من علماء الفلك في السنوات التالية. وتمت أول رؤية افتراضية لهذا القمر في 1650 وتم رصدة 30 مرة من قبل علماء الفلك حتى عام 1770، وعندما لم تكن هناك مشاهدة جديدة ولم يتم العثور عليه أثناء عبور الزهرة في 1761 و 1769 تم دحض هذة الفرضية.

## الاكتشاف
في عام 1672، وجد جيوفاني كاسيني جسم صغير وقريب من كوكب الزهرة. لكنة لم يأخذ هذة الملاحظة بعين الاعتبار، ولكن عندما رأى ذلك الجسم مرة أخرى عام 1686، قدم إعلان رسمي عن قمر محتمل لكوكب الزهرة.تمت رؤية هذا الجسم من قبل العديد من علماء الفلك الآخرين على مدى فترة من الزمن وهم: جيمس شورت في عام 1740، وعن طريق اندرياس ماير في عام 1759، وجوزيف لوي لاغرانج في 1761، وثمانية عشر ملاحظة أخرى في 1761، بما في ذلك مشاهدة واحدة لبقعة صغيرة تتبع الزهرة في حين كان الكوكب في يعبر قرص الشمس، وثمانية ملاحظات أخرى في 1764، وكريستيان هوروبو في 1768.

## ملخص المشاهدات
| السنة | المدينة    | الشخص                  | عدد المشاهدات |
| ----- | ---------- | ---------------------- | ------------- |
| 1645  | نابولي     | فرانشيسكو فونتانا      | 3             |
| 1646  | نابولي     | فرانشيسكو فونتانا      | 1             |
| 1672  | باريس      | جيوفاني كاسيني         | 1             |
| 1686  | باريس      | جيوفاني كاسيني         | 1             |
| 1740  | لندن       | جيمس شورت              | 1             |
| 1759  | غرايفسفالد | أندرياس ماير           | 1             |
| 1761  | مرسيليا    | جوزيف لوي لاغرانج      | 3             |
| 1761  | ليموج      | جاك مونتاني            | 4             |
| 1761  | سانت نيوتس | غير معروف              | 1             |
| 1761  | غرايفسفالد | فريدريش آرزت           | 1             |
| 1761  | كريفيلد    | إبراهام شوتن           | 2             |
| 1761  | كوبنهاغن   | بيتر رودكاير           | 8             |
| 1764  | كوبنهاغن   | بيتر رودكاير           | 2             |
| 1764  | كوبنهاغن   | كريستيان هوروبو وأخرون | 3             |
| 1764  | اوكسير     | ماريان                 | 3             |
| 1768  | كوبنهاغن   | كريستيان هوروبو        | 1             |

## وصلة خارجية
- Neith, the Moon of Venus نيث قمر الزهرة 1672-1892